# Iriome González
Iriome González González (Icod de los Vinos, Tenerife; 22 juni 1987), voetbalnaam Iriome, is een Spaans voetballer. Hij speelt als aanvallende middenvelder bij CD Lugo. "Iriome" is een naam uit het guanche, de taal van de oorspronkelijke bewoners van de Canarische Eilanden, en betekent "lans van vuur".

## Clubvoetbal
Iriome speelde twee seizoenen voor de jeugdelftallen van Icodense, waarna hij naar de jeugdopleiding van CD Tenerife ging. Iriome debuteerde uiteindelijk in het eerste elftal op 14 januari 2007 in de uitwedstrijd tegen UD Salamanca in de Segunda División A. Twee weken later maakte hij op 28 januari 2007 tegen UD Almería zijn eerste competitiedoelpunt. Met zijn twee doelpunten in de derby van de Canarische Eilanden tegen UD Las Palmas (3-1) werd Iriome een publiekslieveling. Hij kreeg zeven minuten voor tijd een publiekswissel en de middenvelder ging onder luid applaus naar de kant.

## Nationaal elftal
In 2007 nam Iriome met Spanje deel aan het WK Onder-20 in Canada.